# Lino Zanettin
Lino Zanettin (Cortina d'Ampezzo, 19 marzo 1925 – Belluno, 4 maggio 2011) è stato un bobbista italiano, atleta ampezzano attivo negli anni quaranta e cinquanta.
A differenza di molti bobbisti italiani di Cortina d'Ampezzo Zanettin gareggiò quasi esclusivamente nel bob su pista naturale.
Ciononostante fece parte della nazionale italiana di bob e nel 1952 partecipò ai VI Giochi olimpici invernali svolti a Oslo, seppur solo come riserva.

## Carriera sportiva
Lino inizia l'attività di bobbista nel 1947 all'età di 22 anni con il Bob Club Cortina. Parteciperà più volte ai campionati italiani di bob, non ottenendo però grandi risultati e dedicandosi maggiormente ai Campionati italiani di bob su pista naturale (chiamato anche bob su strada). In questa specialità Lino vincerà una medaglia d'oro (bob a due, Vipiteno 1950), due d'argento (bob a quattro Vipiteno 1950 e 1953) e una di bronzo (bob a due Vipiteno 1953). 

## Alpinismo
Appassionato di alpinismo Zanettin il 25 agosto 1942 apre una via sulla Gusela del Nuvolau con lo scoiattolo Luigi Menardi. Questo nuovo tracciato si trova sulla parete sud della montagna ed è di 5º/6º grado di difficoltà.